# Morne Crabier
Morne Crabier ist ein vulkanischer Berg am Südzipfel des Inselstaates Dominica. Morne Crabier erreicht nur eine Höhe von 543 m, ist aber durch seine Lage sehr auffällig und bildet die Fortsetzung von Scotts Head.

## Geographie
Der Berg steht am südwestlichsten Zipfel der Insel und steigt direkt aus dem Meer aus an. Zusammen mit seinem östlichen Ausläufer und dem Morne Patates bildet er einen kleineren Krater im Krater von Soufrière. Die Flüsse Ravine Grassa und Ravine Crabier entspringen am Südhang, die Ravine Blanche am Westhang. Am Fuß des Berges im Norden gibt es eine kleine Schwefelquelle Sulphur Spring. Die Landschaft wird eingerahmt von den höheren Bergen der Soufrière Ridge.
Zusammen mit dem Morne Rouge (Morne Fous) ist er einer der südlichsten Berge von Dominica.